# FINA Water Polo World League 2006 (femminile)
La 3ª edizione femminile della World League di pallanuoto, organizzata dalla FINA, è stata disputata tra il 30 giugno ed il 30 luglio 2006.
La competizione si è sviluppata in due turni di qualificazione, disputati a gironi. Hanno preso parte alla Super Final, disputata a Cosenza, le migliori sei formazioni.

## Turno di qualificazione

### Primo Turno

#### Gruppo A
- 3 - 8 luglio, Yongzhou ( Cina)

|    | Squadra       | Pti | G | V | VR | PR | P | GF | GS | Diff |
| -- | ------------- | --- | - | - | -- | -- | - | -- | -- | ---- |
| 1. | Australia     | 18  | 6 | 6 | 0  | 0  | 0 | 79 | 35 | +44  |
| 2. | Nuova Zelanda | 12  | 6 | 4 | 0  | 0  | 2 | 56 | 46 | +10  |
| 3. | Cina          | 6   | 6 | 2 | 0  | 0  | 4 | 53 | 58 | -5   |
| 4. | Cina B        | 0   | 6 | 0 | 0  | 0  | 6 | 30 | 79 | -49  |

#### Gruppo B
- 7 - 9 luglio, Québec City ( Canada)

|    | Squadra     | Pti | G | V | VR | PR | P | GF | GS | Diff |
| -- | ----------- | --- | - | - | -- | -- | - | -- | -- | ---- |
| 1. | Canada      | 6   | 2 | 2 | 0  | 0  | 0 | 25 | 7  | +8   |
| 2. | Stati Uniti | 3   | 2 | 1 | 0  | 0  | 1 | 19 | 19 | 0    |
| 3. | Brasile     | 0   | 2 | 0 | 0  | 0  | 2 | 16 | 24 | -8   |

#### Gruppo C
- 30 giugno - 2 luglio, Barcellona ( Spagna)
- 6 - 8 luglio, Bochum ( Germania)

|    | Squadra     | Pti | G | V | VR | PR | P | GF | GS | Diff |
| -- | ----------- | --- | - | - | -- | -- | - | -- | -- | ---- |
| 1. | Spagna      | 18  | 6 | 6 | 0  | 0  | 0 | 76 | 50 | +26  |
| 2. | Germania    | 9   | 6 | 3 | 0  | 0  | 3 | 67 | 71 | -4   |
| 3. | Paesi Bassi | 6   | 6 | 2 | 0  | 0  | 4 | 56 | 65 | -9   |
| 4. | Grecia      | 3   | 6 | 1 | 0  | 0  | 5 | 62 | 75 | -13  |

#### Gruppo D
- 30 giugno - 2 luglio, Nancy ( Francia)
- 6 - 8 luglio, Siracusa ( Italia)

|    | Squadra | Pti | G | V | VR | PR | P | GF | GS | Diff |
| -- | ------- | --- | - | - | -- | -- | - | -- | -- | ---- |
| 1. | Russia  | 12  | 4 | 4 | 0  | 0  | 0 | 61 | 25 | +36  |
| 2. | Italia  | 6   | 4 | 2 | 0  | 0  | 2 | 46 | 31 | +15  |
| 3. | Francia | 0   | 4 | 0 | 0  | 0  | 4 | 5  | 66 | -51  |

### Secondo turno

#### Gruppo E
- Los Alamitos,  Stati Uniti

|    | Squadra       | Pti | G | V | VR | PR | P | GF | GS | Diff |
| -- | ------------- | --- | - | - | -- | -- | - | -- | -- | ---- |
| 1. | Stati Uniti   | 15  | 5 | 5 | 0  | 0  | 0 | 69 | 33 | +36  |
| 2. | Canada        | 11  | 5 | 3 | 1  | 0  | 1 | 62 | 38 | +26  |
| 3. | Australia     | 10  | 5 | 2 | 0  | 1  | 2 | 61 | 41 | +23  |
| 4. | Brasile       | 6   | 5 | 2 | 0  | 0  | 3 | 30 | 59 | -29  |
| 5. | Nuova Zelanda | 3   | 5 | 1 | 0  | 0  | 4 | 43 | 67 | -24  |
| 6. | Cina          | 0   | 5 | 0 | 0  | 0  | 5 | 28 | 62 | -32  |

- 12 luglio

| Australia   | 16 - 3 | Brasile       |
| Canada      | 16 - 9 | Nuova Zelanda |
| Stati Uniti | 15 - 1 | Cina          |

- 13 luglio

| Australia   | 12 - 7 | Nuova Zelanda |
| Canada      | 13 - 6 | Cina          |
| Stati Uniti | 15 - 6 | Brasile       |

- 14 luglio

| Canada      | 15 - 12 (rig) | Australia     |
| Brasile     | 7 - 6         | Cina          |
| Stati Uniti | 20 - 9        | Nuova Zelanda |

- 15 luglio

| Australia   | 17 - 6 | Cina          |
| Brasile     | 10 - 8 | Nuova Zelanda |
| Stati Uniti | 7 - 6  | Canada        |

- 16 luglio

| Nuova Zelanda | 10 - 9  | Cina      |
| Canada        | 14 - 4  | Brasile   |
| Stati Uniti   | 12 - 11 | Australia |

#### Gruppo F
- Kiriši,  Russia

|    | Squadra     | Pti | G | V | VR | PR | P | GF | GS | Diff |
| -- | ----------- | --- | - | - | -- | -- | - | -- | -- | ---- |
| 1. | Italia      | 14  | 5 | 4 | 1  | 0  | 0 | 64 | 46 | +18  |
| 2. | Russia      | 12  | 5 | 4 | 0  | 0  | 1 | 66 | 45 | +21  |
| 3. | Paesi Bassi | 9   | 5 | 3 | 0  | 0  | 2 | 50 | 40 | +10  |
| 4. | Spagna      | 7   | 5 | 2 | 0  | 1  | 2 | 57 | 51 | +6   |
| 5. | Germania    | 3   | 5 | 1 | 0  | 0  | 4 | 37 | 65 | -28  |
| 6. | Francia     | 0   | 5 | 0 | 0  | 0  | 5 | 34 | 61 | -27  |

- 13 luglio

| Italia | 13 - 8 | Paesi Bassi |
| Spagna | 11 - 8 | Francia     |
| Russia | 19 - 4 | Germania    |

- 14 luglio

| Italia | 13 - 6  | Francia     |
| Spagna | 14 - 7  | Germania    |
| Russia | 12 - 10 | Paesi Bassi |

- 15 luglio

| Paesi Bassi | 14 - 5  | Francia  |
| Italia      | 16 - 10 | Germania |
| Russia      | 13 - 12 | Spagna   |

- 16 luglio

| Paesi Bassi | 9 - 5         | Germania |
| Italia      | 14 - 12 (rig) | Spagna   |
| Russia      | 12 - 8        | Francia  |

- 17 luglio

| Germania    | 11 - 7  | Francia |
| Paesi Bassi | 9 - 8   | Spagna  |
| Italia      | 11 - 10 | Russia  |

## Super Final
La formula delle finali è stata la stessa del torneo maschile: le squadre hanno affrontato un girone in cui hanno ereditato i punteggi degli scontri diretti del secondo turno di qualificazione, dopodiché le prime due hanno disputato la finale e le altre si sono contese il bronzo.

### Fase preliminare
|    | Squadra     | Pti | G | V | VR | PR | P | GF | GS | Diff |
| -- | ----------- | --- | - | - | -- | -- | - | -- | -- | ---- |
| 1. | Stati Uniti | 12  | 5 | 4 | 0  | 0  | 1 | 48 | 40 | +8   |
| 2. | Italia      | 10  | 5 | 3 | 0  | 1  | 1 | 46 | 43 | +3   |
| 3. | Russia      | 9   | 5 | 3 | 0  | 0  | 2 | 56 | 50 | +6   |
| 4. | Australia   | 9   | 5 | 2 | 1  | 1  | 1 | 63 | 63 | 0    |
| 5. | Canada      | 5   | 5 | 1 | 1  | 0  | 3 | 41 | 45 | -4   |
| 6. | Paesi Bassi | 0   | 5 | 0 | 0  | 0  | 5 | 44 | 57 | -13  |

- 26 luglio

| Stati Uniti | 14 - 7        | Paesi Bassi |
| Russia      | 12 - 8        | Canada      |
| Italia      | 13 - 14 (rig) | Australia   |

- 27 luglio

| Canada      | 9 - 8   | Paesi Bassi |
| Australia   | 14 - 12 | Russia      |
| Stati Uniti | 8 - 6   | Italia      |

- 28 luglio

| Russia    | 10 - 7  | Stati Uniti |
| Australia | 12 - 11 | Paesi Bassi |
| Italia    | 6 - 3   | Canada      |

### Fase finale

#### Semifinali3º - 6º posto
| 29 luglio 2006, ore 17:30 | Australia | 6 – 5 | Canada |  |

| 29 luglio 2006, ore 19:00 | Russia | 9 – 8 | Paesi Bassi |  |

#### Finali

##### 5º posto
| 30 luglio 2006, ore 17:30 | Canada | 7 – 9 | Paesi Bassi |  |

##### 3º posto
| 30 luglio 2006, ore 19:00 | Russia | 12 – 7 | Australia |  |

##### 1º posto
| 29 luglio 2006, ore 19:00 | Stati Uniti | 9 – 6 | Italia |  |

## Classifica finale
| Pos. | Squadra     |
| ---- | ----------- |
|      | Stati Uniti |
|      | Italia      |
|      | Russia      |
| 4    | Australia   |
| 5    | Paesi Bassi |
| 6    | Canada      |

## Classifica marcatrici
|  | Gol | Marcatore          | Squadra     |
|  | --- | ------------------ | ----------- |
|  | 40  | Blanca Gil         | Spagna      |
|  | 36  | Tania Di Mario     | Italia      |
|  | 32  | Pantjulina         | Russia      |
|  | 31  | Kate Gynther       | Australia   |
|  | 29  | Bronwyn Knox       | Australia   |
|  | 26  | Rebecca Rippon     | Australia   |
|  | 23  | Natalia Shepenina  | Russia      |
|  |     | Alena Vylegzhanina | Russia      |
|  | 22  | Rianne Guichelaar  | Paesi Bassi |
|  |     | Iefke van Belkum   | Paesi Bassi |
|  |     | Manuela Zanchi     | Italia      |